# فارس القرزعي
فارس القرزعي، لاعب كرة قدم سعودي.

## مسيرة اللاعب
بدأ اللاعب في الفئات السنية في نادي النجمة و وقع مع نادي الشباب في صيف 2020 و أعير إلى نادي النجمة في صيف 2023.

## روابط خارجية
- فارس القرزعي على موقع قاعدة بيانات كرة القدم.إي يو (الإنجليزية)
- فارس القرزعي على موقع Soccerway.com (الإنجليزية)